# Ariane (Massenet)
Pour les articles homonymes, voir Ariane.
Ne doit pas être confondu avec la journaliste Ariane Massenet.

Affiche de Albert Maignan

Ariane est un opéra en cinq actes de Jules Massenet sur un livret en français de Catulle Mendès. Cette pièce est créée au Palais Garnier à Paris le 31 octobre 1906 avec Lucienne Bréval dans le rôle-titre.

## Histoire
Bien que cela ne soit pas une suite, car Ariane meurt dans les deux pièces, l'opéra Ariane est lié à Bacchus car ils ont plusieurs personnages en commun et le même librettiste. Ariane n'a jamais été populaire et appartient aux œuvres tardives de Massenet considérées comme déjà démodées lors de leur composition. Gabriel Fauré dit cependant de cet opéra « Ariane, une œuvre noble, grande et émouvante… ». L'opéra est joué du vivant de Massenet puis est oublié à part pour quelques représentations en 1937 (21 février et 27 août) au Palais Garnier.
Ariane a récemment été joué lors du Festival Massenet à Saint-Étienne le 9 novembre 2007, produit par Jean-Louis Pichon, avec Laurent Campellone à la direction. Un critique note que c'est un des opéras les plus « wagnérien » de Massenet.

## Personnages
| Rôle              | Voix          | Création Chef d'orchestre : Paul Vidal |
| ----------------- | ------------- | -------------------------------------- |
| Ariane            | soprano       | Lucienne Bréval                        |
| Thésée            | ténor         | Lucien Pierre Muratore                 |
| Périthoüs         | baryton       | Francisque Delmas                      |
| Perséphone        | mezzo-soprano | Lucy Arbell                            |
| Phèdre            | soprano       | Louise Grandjean                       |
| Cypris            | soprano       | Marcelle Demougeot                     |
| Eunoé             | soprano       | Berthe Mendès                          |
| Chromis           | soprano       | Antoinette Lauté-Brun                  |
| Phéréklos         | baryton       | Henri Stamler                          |
| Le chef de la nef | baryton       | Pierre Triadou                         |

## Argument
L'histoire est basée sur la mythologie entourant Thésée et les sœurs Ariane et Phèdre. Les deux sœurs sont toutes deux amoureuses de Thésée qui choisit Phèdre plutôt qu'Ariane. Lorsque Phèdre est tuée par la statue renversée d'Adonis, Ariane part dans le monde souterrain pour prier Perséphone de ressusciter sa sœur. Adoucie par les roses offertes par Ariane, Perséphone accepte et Phèdre retourne sur terre. Thésée doit alors encore choisir entre les deux sœurs et il choisit une nouvelle fois Phèdre, abandonnant Ariane sur les rives de Naxos. Désemparée elle est attirée dans la mer par les voix des sirènes.